# Wegwielrennen op de Paralympische Zomerspelen 2020 - Wegwedstrijd mannen H5
De wegwedstrijd mannen H5 Bij het wegwielrennen tijdens de XVIe Paralympische Zomerspelen, vond plaats op de Fuji Speedway een racecircuit in de Japanse prefectuur Shizuoka.

## Uitslag
| #      | renner                | renner | tijd    | tijd   |
| ------ | --------------------- | ------ | ------- | ------ |
| Goud   | Mitch Valize          | NED    | 2:24:30 |        |
| Zilver | Loic Vergnaud         | FRA    | 2:24:30 | +0.00  |
| Brons  | Tim de Vries          | NED    | 2:24:40 | +0.10  |
| 4      | Gary O'Reilly         | IRL    | 2:24:57 | +0.27  |
| 5      | Alfredo de los Santos | USA    | 2:24:57 | +0.27  |
| 6      | Luis Costa            | POR    | 2:25:06 | +0.36  |
| 7      | Stuart Tripp          | AUS    | 2:36:23 | +11:53 |
| 8      | Ernst van Dyk         | RSA    | 2:36:23 | +11:53 |
|        | Diego Colombari       | ITA    | DNF     | DNF    |